# Bögjävlar (film)
Bögjävlar, med undertiteln en film av och om radikala homosexuella, är en svensk kortfilm från 1977.  Bögjävlar är en dokumentär gjord av 11 homosexuella män om deras vardag i ett kollektiv på Birger Jarlsgatan i Stockholm.
Filmskaparna ville göra dåtiden uppmärksam på den allmänna homofobin. Filmen fick pris på kortfilmsfestivalen i Oberhausen i Tyskland, men visades inte på svensk tv förrän fyra år senare. Filmen är med i dokumentärfilmen En armé av älskande som handlar om politisk hbtq-aktivism genom film i Sverige på 1970-talet. Bögjävlar beskrivs av Svenska filminstitutet som ett unikt dokument i den svenska queerfilmhistorien.

## Handling
Filmen utspelar sig i ett kollektiv i Stockholm och handlar om vardagen för de homosexuella män som bor i kollektivet. Handlingen tar upp homosexuell frigörelse, sex, könsroller och samlevnad.